# Eupithecia avara
Eupithecia avara es una especie de polilla de la familia Geometridae. La especie fue descrita por primera vez por András Mátyás Vojnits habiendo sido descrito en 1984, con distribución en China. El holotipo de la especie fue descrita en los alrededores de Li-kiang, al norte de la provincia de Yunnan.
E. avara es una especie de tamaño mediano, tiene una envergadura alar de las alas anteriores de 19 a 20 milímetros (0,7 a 0,8 plg).